# Vermetidae
Vermetidae is een familie van weekdieren uit de klasse van de Gastropoda (slakken).

## Geslachten
- Ceraesignum Golding, Bieler, Rawlings & Collins, 2014
- Cerithiovermetus Bandel, 2006
- Cladopoda Gray, 1850
- Cupolaconcha Golding, Bieler, Rawlings & Collins, 2014
- Dendropoma Mörch, 1861
- Eualetes Keen, 1971
- Magilina Vélain, 1877
- Novastoa Finlay, 1926
- Petaloconchus Lea, 1843
- Spiroglyphus Daudin, 1800
- Thylacodes Guettard, 1770
- Thylaeodus Mörch, 1860
- Tripsycha Keen, 1961
- Vermetus Daudin, 1800
- Vermitoma Kuroda, 1928